# Patricio Reynés
Patricio Reynés Calvache, también conocido como Tisi Reynés, (nacido el 26 de julio de 1969 en Mahón) es un exjugador de baloncesto menorquín. Con una altura de 1,81 metros, jugó prácticamente durante toda su carrera en el Menorca Bàsquet.
Tras 25 años de carrera deportiva, el 26 de mayo de 2006, a los 36 años decidió retirarse como jugador en activo, tras haber cumplido con el sueño de subir a la ACB con el equipo de su vida y un año después lograr la permanencia.
Debido a todos su éxitos y su entrega hacia el club, este decidió retirar su camiseta con el dorsal número 4 y colgarla en el Pavelló Menorca. La celebración de la retirada de la camiseta sigue pendiente de realización a día de hoy aunque nadie juegue con este número.

## Clubes
- La Salle Mahón

- La Salle Mahón - Categorías inferiores
- La Salle Mahón - Jr y 2ª DIV - 1987/1991

- Castellar - 2ª DIV (España) - 1991/1992
- La Salle Mahón

- La Salle Mahón - 2ª DIV - 1992/1994
- La Salle Mahón - EBA (España) - 1994/1997

- Menorca Bàsquet - LEB (España) - 1997/2002
- Tenerife - LEB (España) - 2002/2003
- CB Gran Canaria - ACB (España) - 2003/2004
- Menorca Bàsquet

- Menorca Bàsquet - LEB (España) - 2004/2005
- Menorca Bàsquet - ACB (España) - 2005/2006

## Palmarés
- Temp. 1994/95: Campeón EBA
- Temp. 1995/96: All Star EBA
- Temp. 1996/1997: Ascenso a LEB con el Menorca Bàsquet
- Temp. 2000: All Star LEB
- Temp. 2001: All Star LEB
- Temp. 2002/03: Campeón Copa Príncipe de Asturias
- Temp. 2002/03: Ascenso a la ACB con el Tenerife
- Temp. 2004/05: Ascenso a la ACB con el Menorca Bàsquet

## Estadísticas durante su carrera
| Temporada  | Equipo          | Liga | PJ | MPP | PPP | RPP | APP | VPP |
| ---------- | --------------- | ---- | -- | --- | --- | --- | --- | --- |
| 2003-04    | Gran Canaria    | ACB  | 34 | 18  | 7,8 | 1,8 | 2,4 | 6,4 |
| 2003-04 PO | Gran Canaria    | ACB  | 4  | 12  | 3,7 | 0,7 | 0,5 | 1   |
| 2005-06    | Menorca Bàsquet | ACB  | 34 | 18  | 6,1 | 1,8 | 2   | 5,3 |

(Leyenda: PJ= Partidos jugaods; MPP= Minutos por partido; PPP= Puntos por partido; RPP= Rebotes por partido; APP= Asistencias por partido; VPP= Valoración por partido)